# Hôtel le Sauvage (Tournus)
 (juillet 2025).
Si vous disposez d'ouvrages ou d'articles de référence ou si vous connaissez des sites web de qualité traitant du thème abordé ici, merci de compléter l'article en donnant les références utiles à sa vérifiabilité et en les liant à la section « Notes et références ».
L'Hôtel le Sauvage (ou hôtel du Sauvage) est un hôtel situé sur la commune de Tournus, dans le département français de la Saône-et-Loire. 

## Historique
Il a été fondé vers 1770 sur l'emplacement d'un jardin appartenant au chapitre de l'abbaye Saint-Philibert.
Au Moyen-Âge, les hostelleries aimaient évoquer dans leurs enseignes des pays mystérieux et lointains, d'où de nombreux hôtels du Maure puis avec la découverte de l'Amérique des hôtels du Sauvage, c'est-à-dire des Peaux-Rouges d'Amérique.
A l'origine, le bâtiment était un relais postal qui existe toujours sur la rue du Docteur Privey, anciennement rue de la République Nord. Ce bâtiment est constitué d'une auberge et de quelques chambres à l'étage.
En 1950, le bâtiment actuel a été construit au dos du bâtiment initial, ouvrant sur le Champ de Mars et la Nationale 6.

## Description

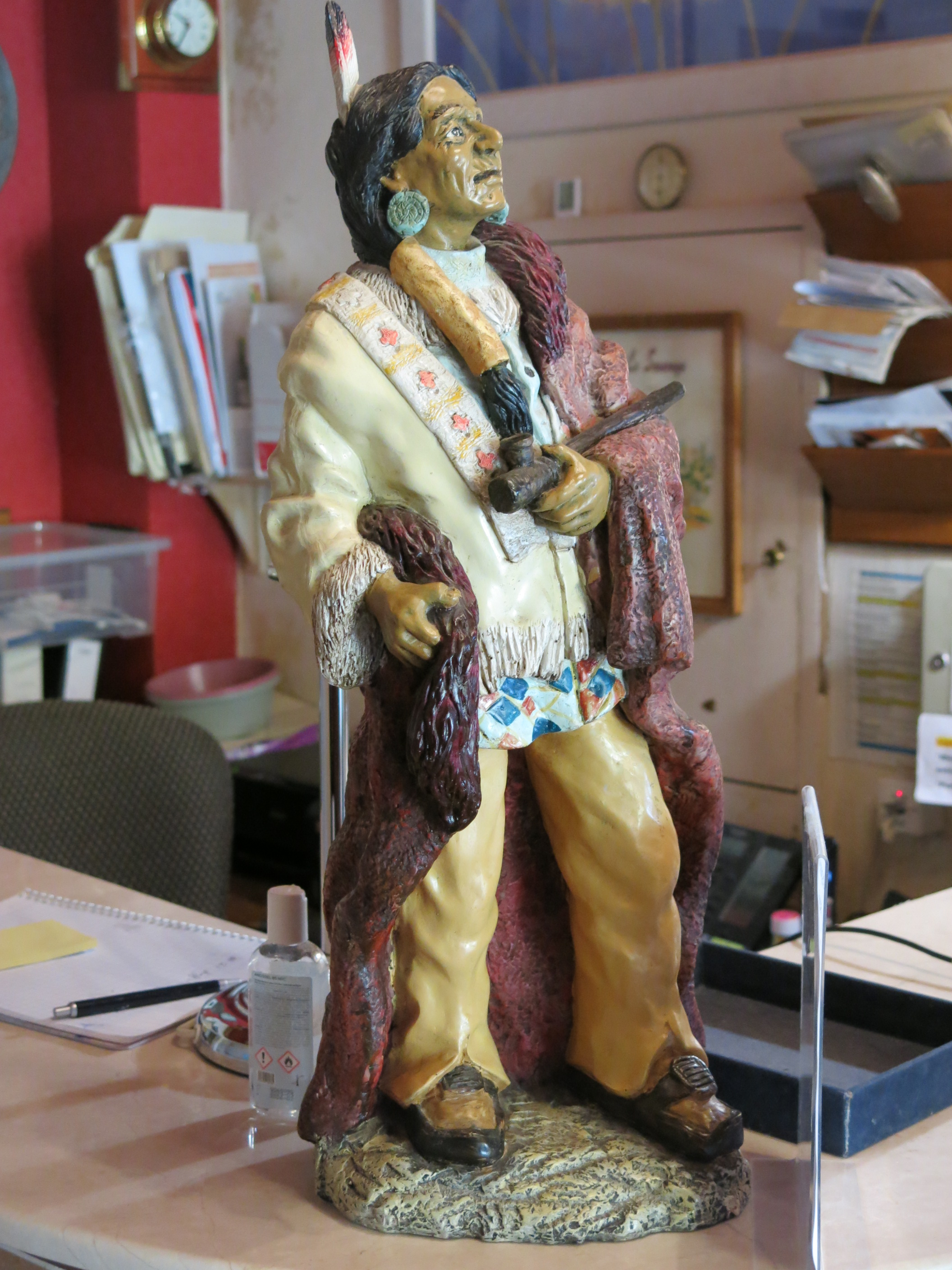
Le Sauvage, symbole de l'hôtel.
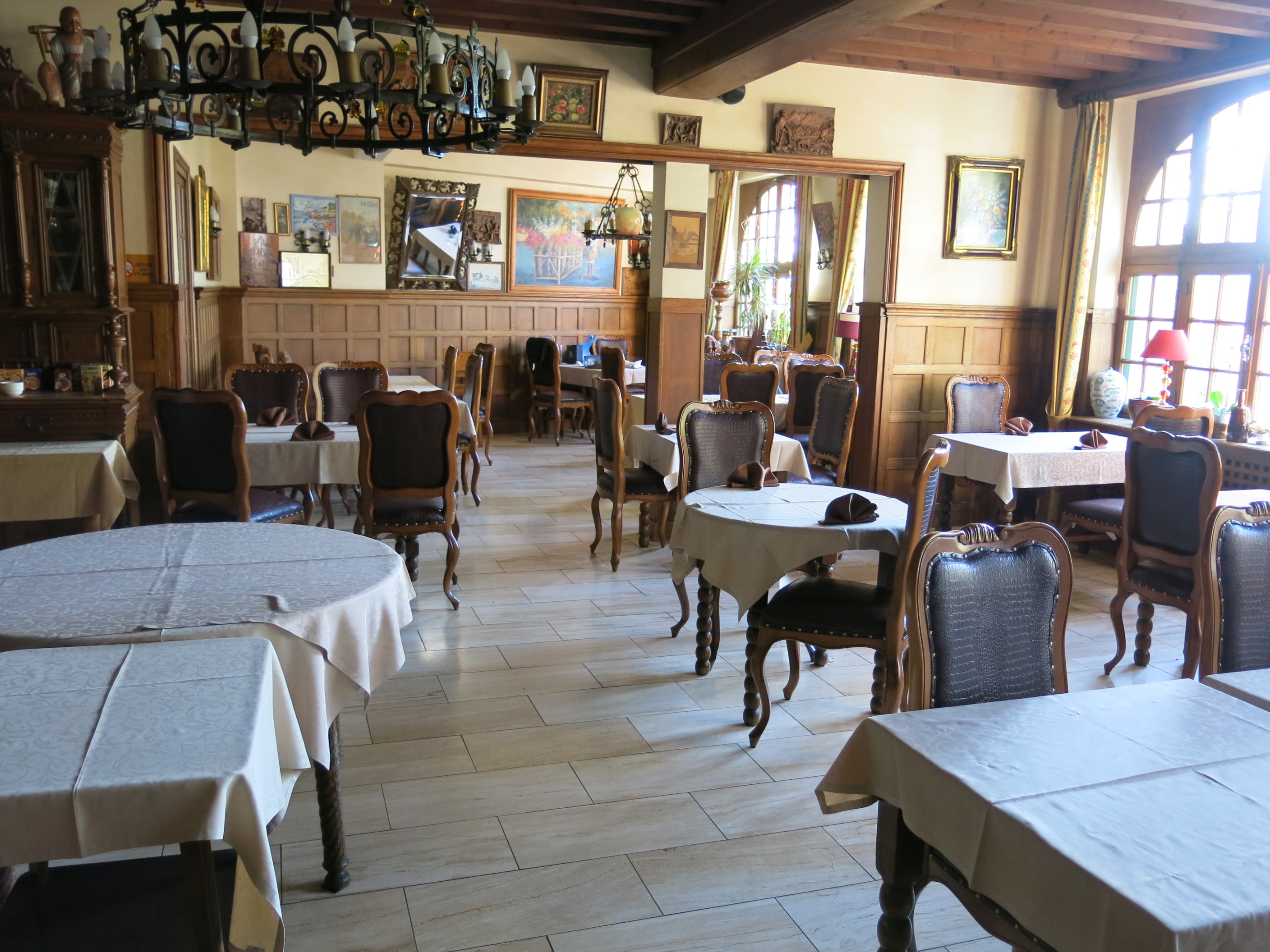
La salle à manger.
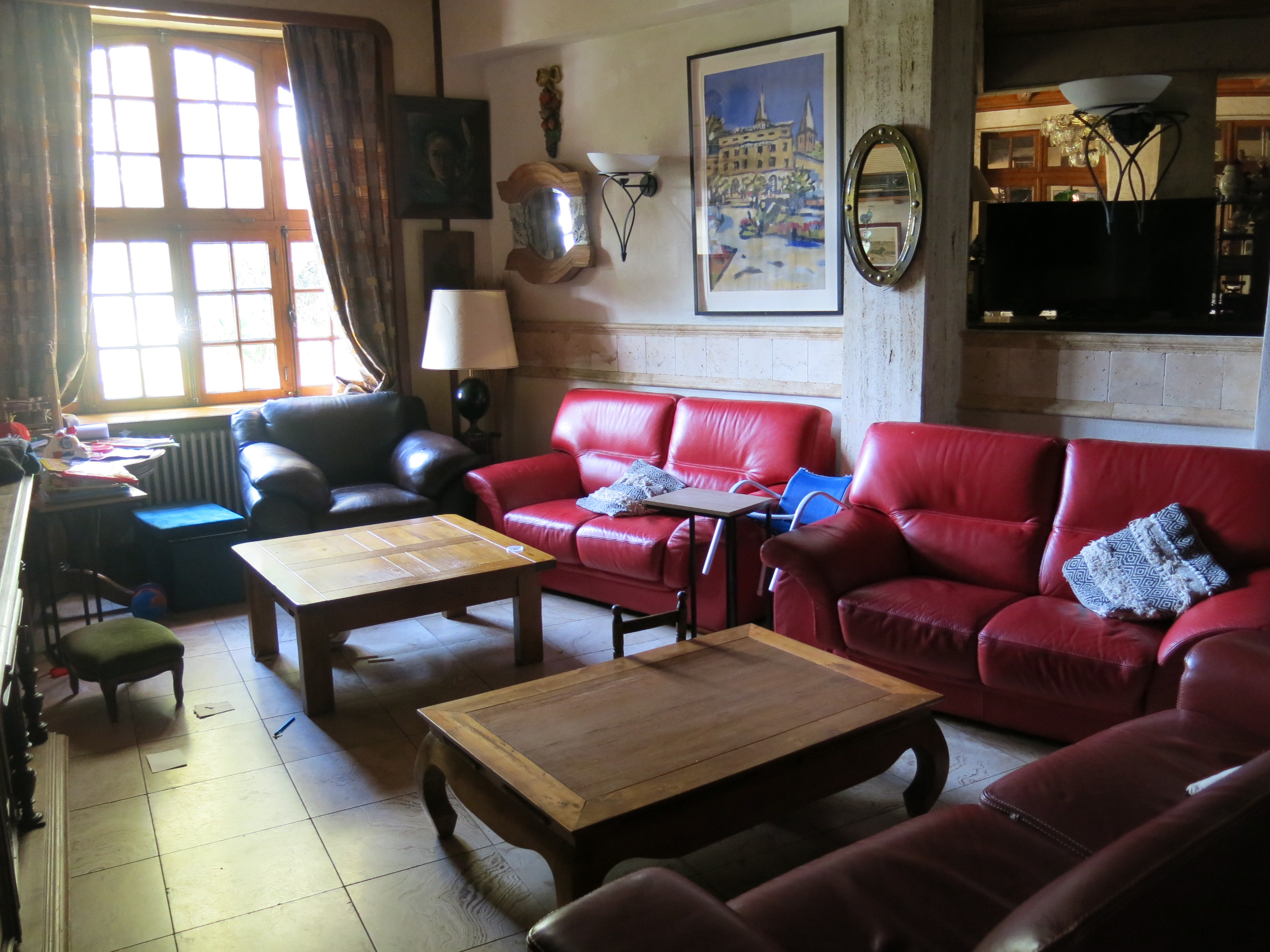
Le salon
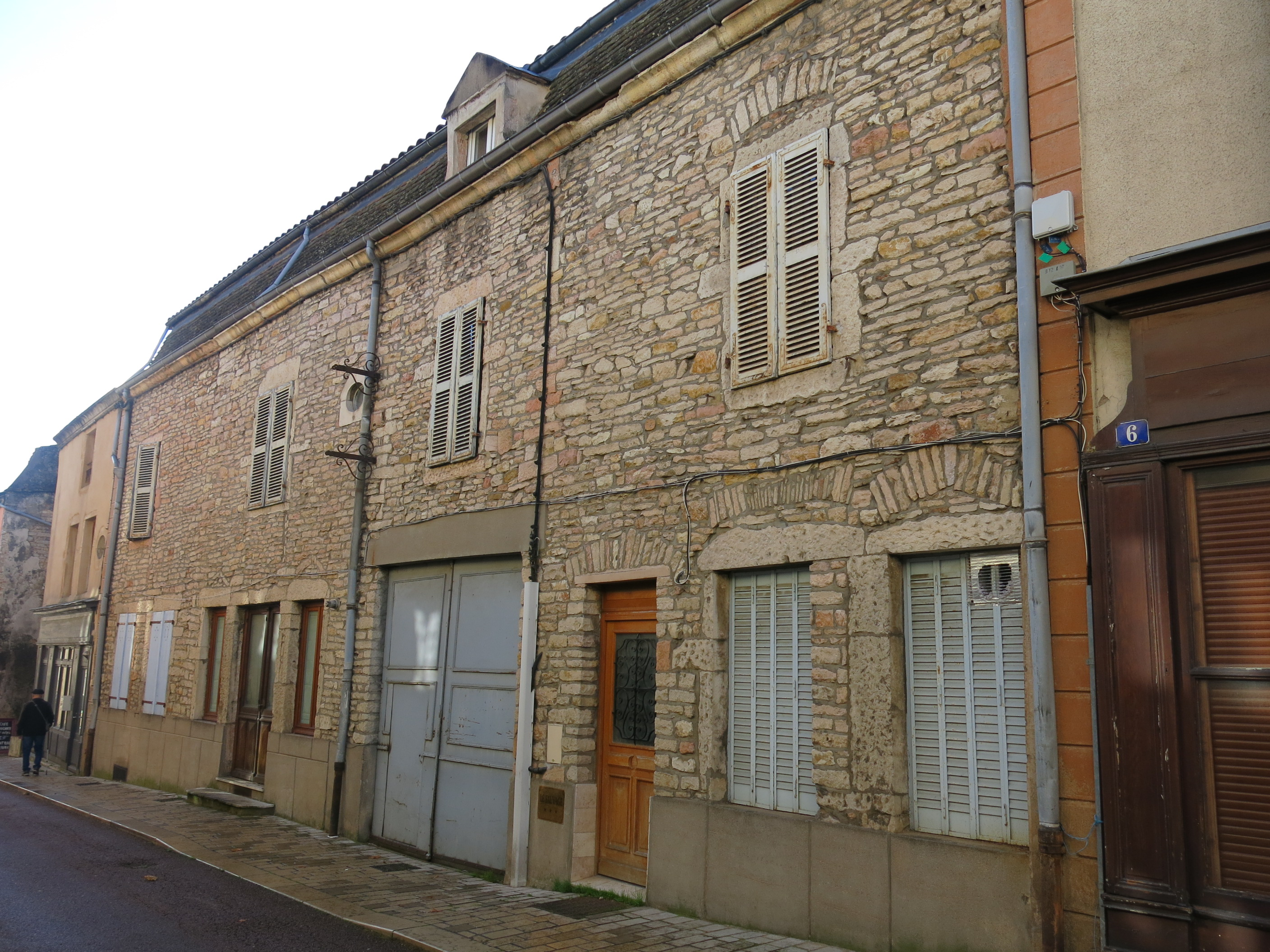
La facade originelle sur une rue à l'arrière.
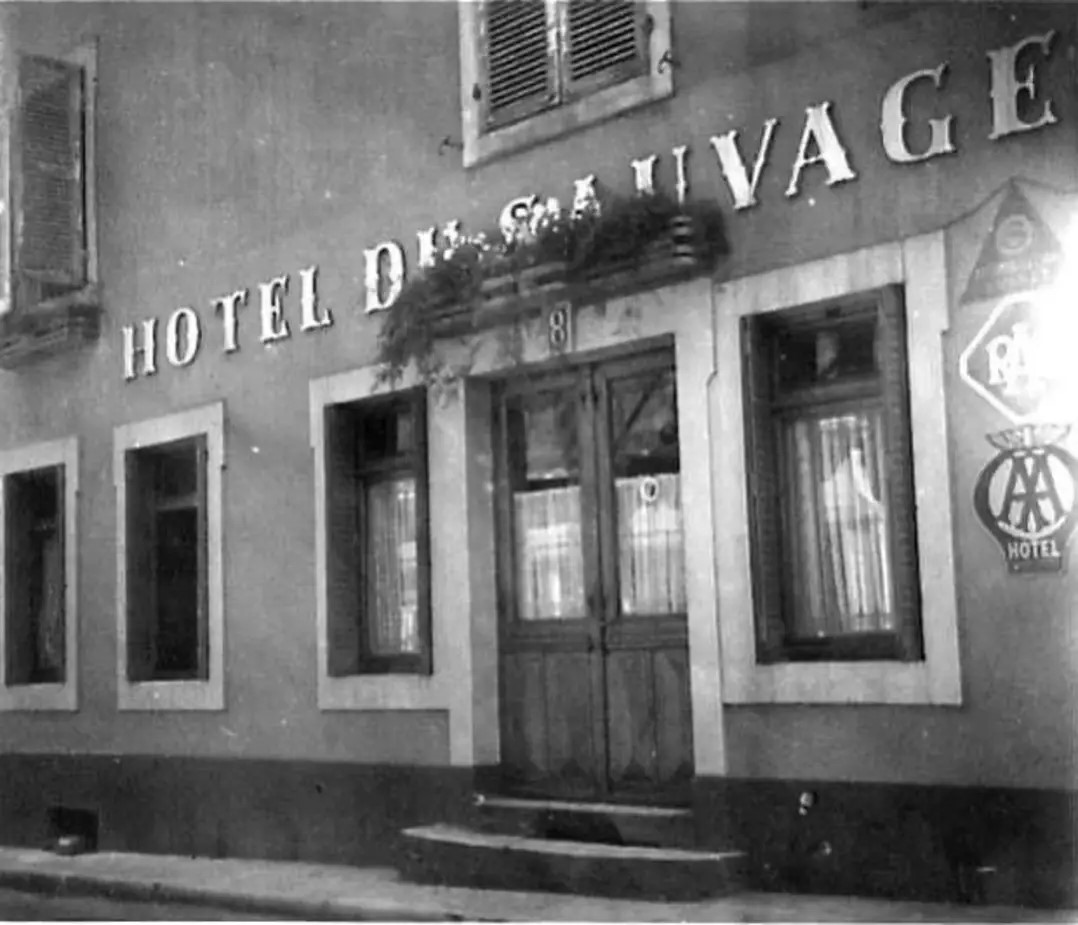
Cette facade originelle vers 1900.

## Clients célèbres
Des clients célèbres étaient des habitués de l’hôtel, comme Édouard Herriot, alors maire de Lyon ou Fernandel.
Pendant la Seconde Guerre mondiale, l'hôtel a été réquisitionné pour loger des officiers allemands.
Quand Johnny Hallyday est venu faire un spectacle au Madeleine Palace en 1962, il a logé à l'hôtel et a fait une démonstration de twist, nouvelle danse à l'époque, dans la salle du bar.